# 1810年9月28日日食
1810年9月28日日食为一次在协调世界时1810年9月28日出現的日環食。該次日食食分為0.9681，食甚維持3分45秒。新月當天（即朔日），地球上觀測到月球和太阳的角距離極小，此時月球如果恰好在月球交點附近，穿過太阳和地球之間，與地球、太阳接近一直線，則會出現日食。月球本影接觸地表而使該區域完全得不到陽光，就會形成日全食，同時在本影兩側數千公里的半影範圍內遮擋部分陽光，則形成日偏食。

## 概述
這次日食的食分是0.9681，環食維持3分45秒。

## 基本參數
- 類型：日環食
- 食甚資料：
  - 日期：1810年9月28日
  - 時間：16時37分25秒
  - 地點：6S 73W
  - 食分：0.9681
  - 日環食持續時間：3分45秒

## 外部連結
- NASA日食專頁（页面存档备份，存于）（英文）